# Ceriporia xylostromatoides
Ceriporia xylostromatoides är en svampart som först beskrevs av Miles Joseph Berkeley, och fick sitt nu gällande namn av Leif Ryvarden 1980. Ceriporia xylostromatoides ingår i släktet Ceriporia och familjen Phanerochaetaceae.   Inga underarter finns listade i Catalogue of Life.